# 莉萨·麦金托什
莉萨·麦金托什（英語：Lisa McIntosh，1982年12月16日—），澳大利亚女子田径运动员。她曾代表澳大利亚参加2000年、2004年和2008年夏季残疾人奥林匹克运动会田径比赛，获得五枚金牌、一枚银牌和一枚铜牌。